# Luxemburgo nos Jogos Olímpicos de Inverno da Juventude de 2016
Luxemburgo participará dos Jogos Olímpicos de Inverno da Juventude de 2016, a serem realizados em Lillehammer, na Noruega com um atleta no esqui alpino.

## Esqui Alpino

### Masculino
Matthieu Osch